# 蚊港村
蚊港村（白話字：Bûn-káng-chhuan／Báng-káng-chhuan）是台灣雲林縣台西鄉的一個村。該村位置位於臺西鄉的最北側，村東與麥寮鄉麥豐村毗鄰，南與台西鄉和豐村為鄰，西臨臺灣海峽，北則以新虎尾溪與麥寮鄉海豐村相鄰。清時期稱為蚊港莊，傳說是因為開發之初的環境衛生惡劣，蚊蠅孳生致稱蚊港。後來日治至民國，皆從此名。
依據2010年統計，蚊港村鄰數共有22鄰，戶數752戶，全村面積12.258平方公里；人口方面，男村民1,272人，女村民1,086人，總計共有2,358人。
蚊港最著名所在，是祭祀五府千歲的鎮安府，府內佛尊則是由南鯤鯓代天府所分靈的神明之一，是創建於1820年(清嘉慶25年)的重要廟宇。至於村內經濟，則與台西鄉相同為養殖業，近年來也遭遇相同的超抽地下水及工業污染的問題。